# 2012年至2013年度香港政府財政預算案
《2012年至2013年度香港政府財政預算案》，由財政司司長曾俊華於2012年2月1日上午11時在香港立法會大樓發表，歷時為2小時20分鐘。該預算案乃曾司長任內的第5份。

## 內容摘要

### 經濟預測
- 預計全年本地生產總值增長1-3%。
- 預計整體通脹率為3.5%。

### 政府開支
- 預計2012-13年度的總開支為3,937億元，較2011-12年度修訂預算增加7%；預計總收入為3,903億元。

### 穩經濟

#### 支援企業
- 為協助企業在外圍經濟環境日趨嚴峻的情況下減低經營成本，從而保障就業，推出下列措施：
  - 優化按揭證券公司的中小企融資擔保計劃，提高信貸擔保比率至8成，調低擔保費，由政府提供1,000億元的信貸保證。
  - 香港出口信用保險局推出新的中小企保單條款，容許中小企保戶選擇只投保某些出口地區及買家，並提供保費折扣優惠。
  - 寬免2012-13年度的商業登記費；政府收入會減少19億元。
  - 寬減2011-12年度75%的利得稅，上限12,000元；政府收入會減少11.2億元。
  - 進出口報關費減半，以及取消向本地公司徵收股本註冊費；政府收入每年會減少8.4億元。

#### 保障就業
- 撥款2.2億元支持建造業議會加強培訓，配合未來基建發展的需要。
- 僱員再培訓局提供13萬個培訓學額，並為失業及待業人士安排就業掛鈎課程。另有三萬個備用學額，在有需要時推出。
- 職業訓練局設立國際廚藝學院，預期可於2014-15年度開始招生，每年提供超過2,000個學額。
- 向「創業展才能」計劃注資1億元，資助非政府機構成立小型企業，聘用殘疾人士。
- 透過「展翅青見計劃」、「中年就業計劃」及「就業展才能計劃」，每年惠及20,000名人士，開支1.75億元。

#### 增加土地供應
- 住宅和商業用地：
  - 預計2012-13年度土地供應可提供約30,000個私人住宅單位。
  - 即將公布的賣地計劃把可建13,500個單位的47幅住宅用地納入勾地表，其中半數是新增土地。
  - 稍後展開港鐵錦上路站和八鄉車廠上蓋住宅項目的諮詢工作，估計可提供約8,700個單位。
  - 透過《起動九龍東》、活化工廈計劃和將政府部門遷離核心商業區等措施，增加商業土地供應。
- 資助房屋：
  - 由2011-12年度起的5年內共興建75,000個公屋單位，目標是維持一般平均輪候時間於3年左右，如有需要會調整建屋量。
  - 初步已選定了位於沙田、荃灣、葵青及元朗共6個項目作為「新居屋」下的首批屋苑。
  - 置安心資助房屋計劃可提供約5,000個單位，首個提供1,000個單位位於青衣的項目預計2014年落成，第二個位於沙田的項目，可興建約700個單位。
- 市區重建：
  - 加快舊工廠區的更新以釋放更多可供房屋或商業發展的土地。
  - 由市區重建局以先導計劃形式展開工廈重建項目，有需要時另行向市建局注資。

### 保民生

#### 教育
- 2012-13年度經常開支：600億元(+7%)
- 新增經常開支會用於在大學教育資助委員會資助院校落實新學制下的四年制學士學位課程和增加學額、繼續在公營小學推行小班教學、繼續推行學前教育學券計劃及提高學券資助額等。
- 預留10億元，在新高中學制下推行一個以《毅進計劃》為藍本的新課程。
- 撥款25億元，在所有法定或認可專上教育機構推行第六輪配對補助金計劃。
- 向「香港特別行政區政府獎學基金」和「自資專上教育基金」各注資10億元，設立更多獎學金或獎項計劃。
- 向研究基金注資50億元，提升大專院校學術和研究發展。

#### 醫療衞生
- 2012-13年度經常開支：450億元(+8%)
- 向醫院管理局增撥25.4億元以滿足新增需求，包括吸引及挽留人手提供優質護理服務、擴大《醫管局藥物名冊》、提升基層醫療服務、加強精神健康服務，以及增加住院服務及初生嬰兒深切治療服務名額。
- 撥款22億元支付診所和醫院工程項目，包括擴建聯合醫院，以及重建仁濟醫院、廣華醫院和瑪麗醫院等，並撥款5億元用作添置及更新公營醫療設備。
- 向撒瑪利亞基金注資100億元，使更多人能獲得資助，而原有獲部分資助病人亦可減輕醫療費用的負擔。

#### 社會福利
- 2012-13年度經常開支：440億元(+9%)
- 新增經常開支會用於落實推行長者及合資格殘疾人士公共交通優惠計劃、加強對體弱及患有癡呆症的長者提供支援、增設院舍照顧補助金、為長者增加共超過1,000個資助安老宿位及社區照顧服務名額，以及在「改善買位計劃」下提升超過600個資助安老宿位的質素等。
- 撥款9億元，改善全港250間長者地區中心、鄰舍中心及活動中心的內部環境及設施。

#### 紓緩措施
為協助市民紓緩經濟下行的壓力，推出下列措施：
- 向綜援、高齡津貼及傷殘津貼人士發放額外一個月的津貼。
- 為公屋租戶代繳兩個月租金。
- 有需要時增撥1億元延續短期食物援助服務。
- 向每個電力住宅用戶戶口提供1,800元的電費補貼，預計約250萬用戶受惠。
- 寬免2012-13年度全年差餉，以每戶每季2,500元為上限，估計近90%的物業不用繳交差餉；政府收入會減少117億元。
- 寬減2011-12年度75%的薪俸稅及個人入息課稅，上限12,000元，全港
- 150萬名納稅人受惠；政府收入會減少89億元。
- 提供多項稅務優惠，包括：增加基本免稅額至120,000元及已婚人士免稅額至240,000元；供養60歲或以上父母或祖父母的免稅額增加至38,000元；增加每名子女的免稅額至63,000元；增加供養兄弟姊妹的免稅額至33,000元；增加傷殘受養人免稅額至66,000元；延長居所貸款利息扣除年期至15個課稅年度；以及向強積金計劃支付強制性供款的最高扣稅額增加至15,000元。以上措施將令政府每年的稅收減少近35億元。
- 容許所有在2012年完成課程的學生貸款人，可以選擇在完成課程一年後才開始償還學生貸款，以紓緩他們畢業初期的財政負擔。

#### 善用社會資本
- 按揭證券公司推出為期三年的小型貸款試驗計劃，總貸款額上限為1億元，最長貸款期5年。
- 向社區投資共享基金注資2億元，進一步在地區建立社會資本。
- 考慮關愛基金督導委員會的意見，決定應否把適當項目納入政府恆常資助範圍內。如有需要，會在財政上作相應安排。

### 投資未來

#### 推動產業發展
- 進一步發展債券市場，再發行一次不多於100億元的通脹掛鈎債券。
- 撥款1億5,000萬元，延長盛事基金運作五年。
- 提高「投資研發現金回贈計劃」的現金回贈、「小型企業研究資助計劃」的項目資助上限和「實習研究員計劃」的每月津貼。
- 推出措施，鼓勵利用工廈和工業用地作數據中心之用。
- 撥款10億元，設立專項基金，協助香港企業發展內地市場。

#### 投資基建
- 已獲立法會批准及預計今年內會提交立法會的基本工程項目達4,000億元，當中623億元是2012-13年度的開支。
- 繼續推進廣深港高速鐵路香港段、港珠澳大橋、中環灣仔繞道，以及南港島綫（東段）、西港島綫和沙田至中環綫等大型基建工程。
- 同時推動大大小小的地區工程，包括擴建將軍澳醫院、重建明愛醫院和興建北大嶼山醫院、在將軍澳興建首個室內單車場、重建維多利亞公園、荔枝角公園和觀塘游泳池、擴建高山劇場，以及在多個地區興建社區會堂、體育館、圖書館和公園等社區設施。
- 考慮興建第三條機場跑道的建議。

## 預算案公佈後闡述
財政司司長曾俊華於發表預算案後，舉行了一系列公開闡述活動，其中包括：
- 財政預算案記者招待會，於預算案公佈當天下午（2012年2月1日）舉行。
- 財政預算案論壇，於預算案公佈當天晚上7時至8時（2012年2月1日）舉行，由無線電視、亞洲電視、有線電視、now寬頻電視及香港電台聯合播出。
- 財政司司長熱線，於預算案公佈翌日早上（2012年2月2日）由香港電台播出。

## 外部連結
- 2012-2013年度香港政府財政預算案網頁（页面存档备份，存于）